# Regra da cadeia
Em cálculo, a regra da cadeia é uma fórmula para a derivada da função composta de duas funções.
Desenvolvida por Gottfried Leibniz, a regra da cadeia teve grande importância para o avanço do cálculo diferencial. Seu desenvolvimento foi devido à mudança de notação, ou seja, ao invés de usar a notação de Newton, Leibniz adotou uma notação referente à tangente, onde a derivada é dada pela diferença dos valores na ordenada dividida pela diferença dos valores na abcissa e onde essa diferença é infinitamente pequena {\displaystyle \left({\dfrac {dy}{dx}}\right).}
A partir desta observação, a regra da cadeia passou a permitir a diferenciação de funções diversas cujo argumento é outra função.

## Enunciado
A regra da cadeia afirma que
{\displaystyle (f\circ g)'(x)=(f(g(x)))'=f'(g(x))g'(x),}
que em sua forma sucinta é escrita como: {\displaystyle (f\circ g)'=(f'\circ g)\cdot g'}
Alternativamente, na notação de Leibniz, a regra da cadeia é
{\displaystyle {\frac {df}{dx}}={\frac {df}{dg}}\cdot {\frac {dg}{dx}}}
Na integração, a recíproca da regra da cadeia é a integração por substituição.
Intuitivamente, a regra da cadeia afirma que sabendo-se a taxa de variação instantânea de z relativa à y e àquela de y relativa à x permite que se calcule a taxa de variação instantânea de z relativa à x. Como dito por George F. Simmons: "se um carro viaja duas vezes mais rápido que uma bicicleta, e a bicicleta é quatro vezes mais rápida que um andarilho, então o carro viaja 2 × 4 = 8 vezes mais rapidamente que o andarilho."

## Exemplos
- Exemplo 1: Considere {\displaystyle f(x)=(x^{2}+1)^{3}.} Temos que {\displaystyle f(x)=h(g(x))} onde {\displaystyle g(x)=x^{2}+1} e {\displaystyle h(g(x))=(g(x))^{3}.} Então, {\displaystyle f'(x)=3(x^{2}+1)^{2}(2x)=6x(x^{2}+1)^{2}.}
- Exemplo 2: De forma análoga, para funções trigonométricas, por exemplo: {\displaystyle f(x)=\mathrm {sen} \,(x^{2}),} pode ser escrita como {\displaystyle f(x)=h(g(x))} com {\displaystyle h(x)=\mathrm {sen} \,x} e {\displaystyle g(x)=x^{2}.} A regra da cadeia afirma que {\displaystyle f'(x)=2x\cos(x^{2})} uma vez que {\displaystyle h'(g(x))=\cos(x^{2})} e {\displaystyle g'(x)=2x.}

## Regra da cadeia para várias variáveis
A regra da cadeia aplica-se também para funções de mais uma variável. Considere a função {\displaystyle z=f(x,y)} onde {\displaystyle x=g(t)} e {\displaystyle y=h(t),} então
{\displaystyle {\partial z \over \partial t}={\partial f \over \partial x}{dx \over dt}+{\partial f \over \partial y}{dy \over dt}}
Suponha que cada função de {\displaystyle z=f(u,v)} é uma função de duas variáveis tais que {\displaystyle u=h(x,y)} e {\displaystyle v=g(x,y),} e que todas essas funções sejam diferenciáveis. Então a regra da cadeia é equivalente a:
{\displaystyle {\partial z \over \partial x}={\partial z \over \partial u}{\partial u \over \partial x}+{\partial z \over \partial v}{\partial v \over \partial x}}
{\displaystyle {\partial z \over \partial y}={\partial z \over \partial u}{\partial u \over \partial y}+{\partial z \over \partial v}{\partial v \over \partial y}}
Se considerarmos {\displaystyle {\vec {r}}=(u,v)} acima como um vetor função, podemos então utilizar a notação vetorial para escrever a equivalência acima como o produto escalar do gradiente de {\displaystyle f} e a derivada de {\displaystyle \scriptstyle {\vec {r}}:}
{\displaystyle {\frac {\partial f}{\partial x}}={\vec {\nabla }}f\cdot {\frac {\partial {\vec {r}}}{\partial x}}}
Em geral, para funções de vetores a vetores, a regra da cadeia afirma que a Matriz Jacobiana da função composta é o produto de matrizes Jacobianas de duas  funções:
{\displaystyle {\frac {\partial (z_{1},\ldots ,z_{m})}{\partial (x_{1},\ldots ,x_{p})}}={\frac {\partial (z_{1},\ldots ,z_{m})}{\partial (y_{1},\ldots ,y_{n})}}{\frac {\partial (y_{1},\ldots ,y_{n})}{\partial (x_{1},\ldots ,x_{p})}}}
1. ↑  George F. Simmons, Calculus with Analytic Geometry (1985), p. 93.
2. ↑  ver diferencial total nesta wikipédia